# مفاعل جليب
مفاعل جليب GLEEP ومعناها «تجربة كومة الجرافيت ذات الطاقة المنخفضة» Graphite Low Energy Experimental Pile ؛ وهي تجربة استمرت لمدة طويلة عبارة عن مفاعل نووي صغير بني في أكسفوردشاير، بإنجلترا. بدأت في 15 أغسطس 1947 وكان أول مفاعل نووي أنشيء في أوروبا الغربية.
بني مفاعل الجرافيت «جليب» في مؤسسة الطاقة الذرية البريطانية، على أرض مطار قديم بالقرب من مدينة هارويل في داخل إحدى الهناجر، وكان المطار يتبع سلاح الجو الملكي. كان مفاعل جليب عبارة عن مفاعل يبرد بالهواء ويستخدم الجرافيت ـ كمهديء للنيوترونات ويستخدم 11.500 عامود من اليورانيوم الطبيعي مغطي بأنبوب من الألمونيوم، أدخلت في «كومة» الجرافيت (شبه مكعب من قوالب الجرافيت) في 676 من القنوات لاحتواء وحدات وقود اليورانيوم. وكانت قدرته الصغيرة تقدر بـ 3 كيلوواط، كانت تستخدم في البدء في اختبارات بشأن تصميم المفاعل وتشغيله، ثم تبعة تلك الاختبارات قياسات معايرة أجهزة القياس لقياس كثافة فيض النيوترونات الناشيء في قلب المفاعل (قلب الكومة).
ظل تشغيل المفاعل مدة طويلة، نحو 43 سنة، وبعدها أغلق في عام 1990. أزيلت منه وحدات الوقود النووي في عام 1994 هي وقضبان التحكم في غزارة النيوترونات في المفاعل وسير التفاعل، ثم أزيلت الأجهزة الخارجية من المفاعل في السنة التالية. في عام 2003 وضعت خطة لإزالة البقية المتبقية من المفاعل وانتهت عمليات إزالته في عامي 2004/2003.

## وصلات خارجية
- Research Sites Restoration Limited
- Aerial photographs of

## اقرأ أيضا
- مفاعل ديدو
- مفاعل بلوتو
- مفاعل ماجنوكس
- مؤسسة الطاقة الذرية البريطانية
- مفاعل أستراليا عالي الفيض
- مفاعل نووي للأبحاث
- مفاعل نووي
- مفاعل الماء الخفيف
- مفاعل الماء المغلي
- مفاعل الماء المضغوط